# Roope Tonteri
Roope Tonteri (* 18. März 1992 in Valkeala) ist ein ehemaliger finnischer Snowboarder. Er startete in den Freestyledisziplinen.

## Werdegang
Tonteri nahm von 2006 bis 2019 an Wettbewerben der Ticket to Ride World Snowboard Tour teil. Sein erstes FIS Weltcuprennen fuhr er im Januar 2008 in Graz, welches er auf den 32. Platz im Big Air beendete. Einen Monat später erreichte er in Moskau mit dem zweiten Rang ebenfalls im Big Air seine erste Weltcuppodestplatzierung. Im Januar 2011 gewann er bei der Burton European Open im Slopestyle. Bei den Snowboard-Weltmeisterschaften 2011 in La Molina kam er auf den neunten Platz im Big Air. Im August 2011 gewann er beim Billabong Slope-Style in neuseeländischen Wanaka. Seine bisher erfolgreichste Saison fuhr er 2012/13. Er siegte beim Stars of the Stadium in Lahti im Big Air, beim Burn River Jump in Livigno im Big Air und beim Nescafé Champs Leysin im Slopestyle. Bei den Burton European Open 2012 in Laax und beim U.S. Snowboarding Grand Prix (war ebenfalls ein FIS-Weltcuprennen) in Copper Mountain kam er im Slopestyle auf den zweiten Platz. Bei den Snowboard-Weltmeisterschaften 2013 in Stoneham gewann er Gold im Big Air und im Slopestyle. Eine Woche später erreichte er bei den  Winter X-Games wie im Vorjahr den neunten Platz im Slopestyle. Die Saison beendete er in der Ticket to Ride World Snowboard Tour auf dem fünften Rang in der Slopestylewertung und dem vierten Platz in der Gesamtwertung und in der Big Air Gesamtwertung. Im FIS Weltcup errang er ebenfalls den vierten Platz in der Big Air Gesamtwertung. Bei seiner ersten Olympiateilnahme 2014 in Sotschi belegte er den elften Platz im Slopestyle. Im Januar 2015 gewann er in Moskau beim Grand Prix de Russie im Big Air. Im selben Monat wurde er bei den Snowboard-Weltmeisterschaften 2015 am Kreischberg erneut Weltmeister im Big Air. Im Slopestylewettbewerb holte er Silber hinter Ryan Stassel. Es folgte ein dritter Platz im Big Air beim Ale Invite in Ale und ein zweiter Platz im Slopestyle beim Grandvalira Total Fight. Nach Platz drei im Slopestyle beim Pleasure Jam in Schladming zu Beginn der Saison 2015/16, errang er bei den X-Games Oslo 2016 den 13. Platz im Big Air. Bei den Snowboard-Weltmeisterschaften 2016 in Yabuli belegte er den 30. Platz im Slopestyle und den vierten Rang im Big Air-Wettbewerb. Zu Beginn der folgenden Saison holte er im Big Air in Mönchengladbach seinen ersten Weltcupsieg. Im weiteren Saisonverlauf errang er beim Weltcup in Copper Mountain den neunten Platz im Big Air und den zweiten Rang im Big Air beim Grand Prix de Russie in Moskau und erreichte zum Saisonende den 14. Platz im Freestyle-Weltcup und den vierten Rang im Big Air Weltcup. Bei den Winter-X-Games 2017 in Aspen belegte er den 18. Platz im Slopestyle und bei den X-Games Norway 2017 in Hafjell den 13. Platz im Slopestyle und den siebten Rang im Big Air. Im März 2017 wurde er bei den Snowboard-Weltmeisterschaften in Sierra Nevada Vierter im Big Air. Im folgenden Jahr errang er bei den Olympischen Winterspielen in Pyeongchang im Big Air sowie im Slopestyle jeweils den 15. Platz. In seiner letzten aktiven Saison 2018/19 wurde er finnischer Meister in der Halfpipe und bei den Winter-X-Games 2019 Achter im Slopestyle. Bei den Snowboard-Weltmeisterschaften 2019 in Park City belegte er den 17. Platz im Slopestyle.